# Shadows in the Night
Shadows in the Night är ett musikalbum av Bob Dylan som lanserades i februari 2015 på skivbolaget Columbia Records. Albumet är Dylans trettiosjätte studioalbum. Skivan består av låtar som antingen skrivits av eller gjorts kända av Frank Sinatra. Den innehåller ingen originalkomposition av Dylan själv, och är om man bortser från julalbumet Christmas in the Heart det första studioalbumet sedan World Gone Wrong 1993 utan hans egna kompositioner.
I maj år 2014 gjordes ett spår från albumet, "Full Moon and Empty Arms" tillgängligt på Bob Dylans hemsida, och det var också första gången albumomslaget visades. Låten släpptes även som albumets första singel i december 2014.

## Låtlista
(kompositör inom parentes)
1. "I'm a Fool to Want You" (Frank Sinatra, Jack Wolf, Joel Herron) - 4:51
2. "The Night We Called It a Day" (Matt Dennis, Tom Adair) - 3:24
3. "Stay with Me" (Jerome Moross, Carolyn Leigh) - 2:56
4. "Autumn Leaves" (Jacques Prévert) - 3:02
5. "Why Try to Change Me Now" (Cy Coleman, Joseph McCarthy) - 3:38
6. "Some Enchanted Evening" (Oscar Hammerstein II, Richard Rodgers) - 3:28
7. "Full Moon and Empty Arms" (Buddy Kaye, Ted Mossman) - 3:26
8. "Where Are You?" (Harold Adamson, Jimmy McHugh) - 3:37
9. "What'll I Do" (Irving Berlin) - 3:21
10. "That Lucky Old Sun" (Haven Gillespie, Beasley Smith) - 3:39